# Caphornia pura
Caphornia pura är en fjärilsart som beskrevs av Köhler 1967. Caphornia pura ingår i släktet Caphornia och familjen nattflyn. Inga underarter finns listade i Catalogue of Life.